# Мортон, Блейк
Блейк Мо́ртон (англ. Blake Morton; род. 17 марта 1991, Макфарленд, Висконсин) — американский кёрлингист.
В составе мужской сборной США участник зимних Универсиад 2011 и 2015.

## Достижения
- Чемпионат США по кёрлингу среди юниоров: серебро (2012), бронза (2009).

## Команды
| Сезон   | Четвёртый      | Третий         | Второй         | Первый        | Запасной                                 | Турниры                                   |
| ------- | -------------- | -------------- | -------------- | ------------- | ---------------------------------------- | ----------------------------------------- |
| 2008—09 | Блейк Мортон   | Marcus Fonger  | Tommy Juszczyk | Кельвин Вебер |                                          | ЧСШАЮ 2009                                |
| 2009—10 | Блейк Мортон   | Marcus Fonger  | Tommy Juszczyk | Кельвин Вебер |                                          | ЧСШАЮ 2010 (7 место) ЧСШАМ 2010 (9 место) |
| 2010—11 | Блейк Мортон   | Marcus Fonger  | Tommy Juszczyk | Кельвин Вебер | тренер: Mark Hartman                     | ЗУ 2011 (6 место)                         |
| 2011—12 | Блейк Мортон   | Marcus Fonger  | Tommy Juszczyk | Кельвин Вебер |                                          | ЧСШАЮ 2012 · ЧСШАМ 2012 (11 место)        |
| 2012—13 | Эрик Фенсон    | Trevor Andrews | Блейк Мортон   | Кельвин Вебер |                                          |                                           |
| 2014—15 | Стивен Дропкин | Блейк Мортон   | Кайл Какела    | Эван Дженсен  | Кельвин Вебер (ЗУ) тренер: Keith Dropkin | ЗУ 2015 (8 место)                         |

(скипы выделены полужирным шрифтом)